# East Caicos
East Caicos is een eiland in het Caribisch gebied en onderdeel van de Turks- en Caicoseilandengroep. Het eiland is onbewoond sinds 1900.
Het wordt gescheiden van Middle Caicos door de Lorimer Creek, een smalle waterdoorgang.
Het hoogste punt op het eiland is Flamingo Hill, op een hoogte van 48 meter. Dit is tevens het hoogste punt van de Turks- en Caicoseilanden.